# Anne Penfold Street
Pour les articles homonymes, voir Street.
Anne Penfold Street (1932-2016) fait partie des principaux mathématiciens australiens, spécialisée en combinatoire. Elle était la troisième femme à devenir professeure de mathématiques en Australie, après Hanna Neumann et Cheryl Praeger,. Elle était l'auteure de plusieurs manuels et son travail sur les ensembles sans somme est devenu une référence standard pour son sujet. Elle a aidé à fonder plusieurs organisations importantes en combinatoire, a développé un réseau de chercheurs et a soutenu de jeunes étudiants intéressés par les mathématiques.

## Enfance et éducation
Street est née le 11 octobre 1932 à Melbourne, fille d'un chercheur en médecine. Elle a obtenu un bachelor en chimie de l'Université de Melbourne en 1954,, en y travaillant comme un tuteur en chimie et en étudiant aussi les mathématiques. Elle a terminé une maîtrise en chimie à Melbourne en 1956,,. Pendant ce temps, elle a épousé un autre chimiste de Melbourne, Norman Street, et en 1957, les Streets et leur jeune fille ont déménagé à l'Université de Illinois à Urbana-Champaign où Norman Street avait un nouvel emploi.
A Illinois, Street reprit les mathématiques. Après avoir déménagé à Mildura puis être retournée à Urbana, elle a terminé son doctorat à l'Université de l'Illinois en 1966, avec une thèse sur la théorie des groupes supervisée par Michio Suzuki (en),,.

## Carrière
Après avoir obtenu son doctorat, Street est devenue chargée de cours à l'Université du Queensland en 1967. Tout en continuant à occuper ce poste, elle a effectué une année de recherche postdoctorale à l'Université de l'Alberta et, à son retour dans le Queensland en 1970, a été promue maître de conférences, promue à nouveau lecteur en 1975 et titulaire d'une chaire personnelle en tant que professeur en 1985,,. A Queensland, elle a dirigé le Centre for Discrete Mathematics and Computing de sa formation en 1998 jusqu'en 2004. Elle a également occupé des postes de visiteur à l'Université de Waterloo, l'Université de Reading, l'Université du Manitoba, l'Université de l'Illinois à Urbana-Champaign, l'Université d'Australie-Occidentale, l'Université d'Auburn et l'Université de Canterbury.

## Service aux mathématiques
Street est devenue la rédactrice en chef fondatrice de l'Australasian Journal of Combinatorics en 1990, et a continué à en être la rédactrice en chef jusqu'en 2001,. Elle a aidé à fonder l'Institut de combinatoire et ses applications (ICA), est devenue l'une de ses membres fondateurs et a été rédactrice en chef du Bulletin de l'ICA depuis sa fondation en 1991 jusqu'en 2014,,. Elle a été présidente de l'ICA de 1996 à 2002,,. Elle était la présidente fondatrice de la Société de Mathématiques Combinatoires d'Australasie (en) (CMSA), pour le terme 1997-1998,. Elle a également été présidente du Comité australien des Olympiades mathématiques de 1996 à 2001,.

## Prix et distinctions
L'Australian Mathematics Trust (en) a décerné à Street le prix Bernhard H. Neumann 1994 pour l'excellence dans l'enrichissement des mathématiques,,. L'université de Waterloo lui a donné un doctorat honorifique en 1996,. En 1999, la Société de Mathématiques Combinatoire d'Australasie lui a décerné leur médaille inaugurale pour service exceptionnel,. Elle a été nommée membre de l'Ordre d'Australie dans les honneurs d'anniversaire de la reine 2014,, principalement pour son travail avec l' Australian Mathematics Trust et le Comité australien des Olympiades mathématiques.
Les Anne Penfold Street Awards de la Société mathématique australienne, une initiative visant à fournir des soins familiaux aux mathématiciens itinérants, portent son nom,,. À partir de 2016, le prix du meilleur article d'étudiant de la Conférence annuelle Australasienne sur les mathématiques combinatoires et l'informatique combinatoire (ACCMCC) est devenu le prix CMSA Anne Penfold Street Student.

## Vie privée
La fille de Street, Deborah J. Street (en), est statisticienne à l'Université technologique de Sydney et co-auteure (avec sa mère) d'un livre sur la conception combinatoire d'expériences,. Son fils, Tony Street, est chercheur en Études islamiques à l'Université de Cambridge.
Street est décédée le 28 décembre 2016,.

## Livres
- Combinatorics: Room Squares, Sum-Free Sets, Hadamard Matrices (avec WD Wallis et Jennifer Seberry Wallis, Springer, Lecture Notes in Mathematics 292, 1972)[5].
- Combinatorial Theory: An Introduction (avec WD Wallis, Centre de recherche Charles Babbage, 1977)[12].
- Combinatorics: A First Course (avec WD Wallis, Charles Babbage Research Centre, 1982)[13]
- Combinatorics of Experimental Design (avec Deborah J. Street, Oxford University Press, 1987)[11]
- Discrete Mathematics: Logic and Structures (avec Elizabeth J. Billington, Melbourne : Longman Cheshire, 1990 ; 2e éd., 1993)[14].